# Cantón de Saint-Simon
El cantón de Saint-Simon era una división administrativa francesa, que estaba situada en el departamento de Aisne y la región de Picardía.

## Composición
El cantón estaba formado por veintitrés comunas:
- Annois
- Artemps
- Aubigny-aux-Kaisnes
- Bray-Saint-Christophe
- Castres
- Clastres
- Contescourt
- Cugny
- Dallon
- Dury
- Flavy-le-Martel
- Fontaine-lès-Clercs
- Grugies
- Happencourt
- Jussy
- Montescourt-Lizerolles
- Ollezy
- Pithon
- Saint-Simon
- Seraucourt-le-Grand
- Sommette-Eaucourt
- Tugny-et-Pont
- Villers-Saint-Christophe

## Supresión del cantón de Saint-Simon
En aplicación del Decreto n.º 2014-202, de 21 de febrero de 2014, el cantón de Saint-Simon fue suprimido el 22 de marzo de 2015 y sus 23 comunas pasaron a formar parte, veinte del nuevo cantón de Ribemont y tres del nuevo cantón de Saint-Quentin-3.